# 3. Liga 2013/14
De 3. Liga 2013/14 is het zesde seizoen van het vernieuwde derde voetbalniveau in het Duitse voetbalsysteem. De competitie ging van start op 19 juli 2013 en zal eindigen op 10 mei 2014.
In tegenstelling tot het vorige seizoen waren er 2 wijzigingen in de teams:
- MSV Duisburg kreeg geen licentie voor de 2e Bundesliga, vanwege financiële problemen, en moest daardoor een klasse lager voetballen. SV Sandhausen zou eigenlijk degraderen uit de 2e Bundesliga, maar door MSV bleven ze erin.
- SV Darmstadt 98 zou degraderen naar de Regionalliga, maar neemt de plaats van Kickers Offenbach in.
- Twee teams promoveerden naar de 2e Bundesliga: Karlsruher SC en Arminia Bielefeld, twee teams degradeerden: SV Babelsberg 03 en Alemannia Aachen. De volgende vier teams kwamen voor hen in de plaats: RB Leipzig, Holstein Kiel, SV Elversberg (allen uit de Regionalliga) en SSV Jahn Regensburg (uit de 2e Bundesliga).

## Promoveer- en degradatieregeling
De twee teams die aan het eind van het seizoen als 1e en 2e zijn geëindigd, promoveren direct naar de 2e Bundesliga. Nummer 3 speelt twee duels met de nummer 16 van de 2e Bundesliga. De winnaar promoveert of blijft in de 2e Bundesliga. 
De drie teams die aan het eind van het seizoen op de laatste drie plaatsen staan (18, 19 en 20) degraderen direct naar de Regionalliga.
De vier teams die aan het eind van het seizoen bij de eerste vier horen kwalificeren zich voor de DFB-Pokal van 2014/15.

## Teams in de 3. Liga 2013/14

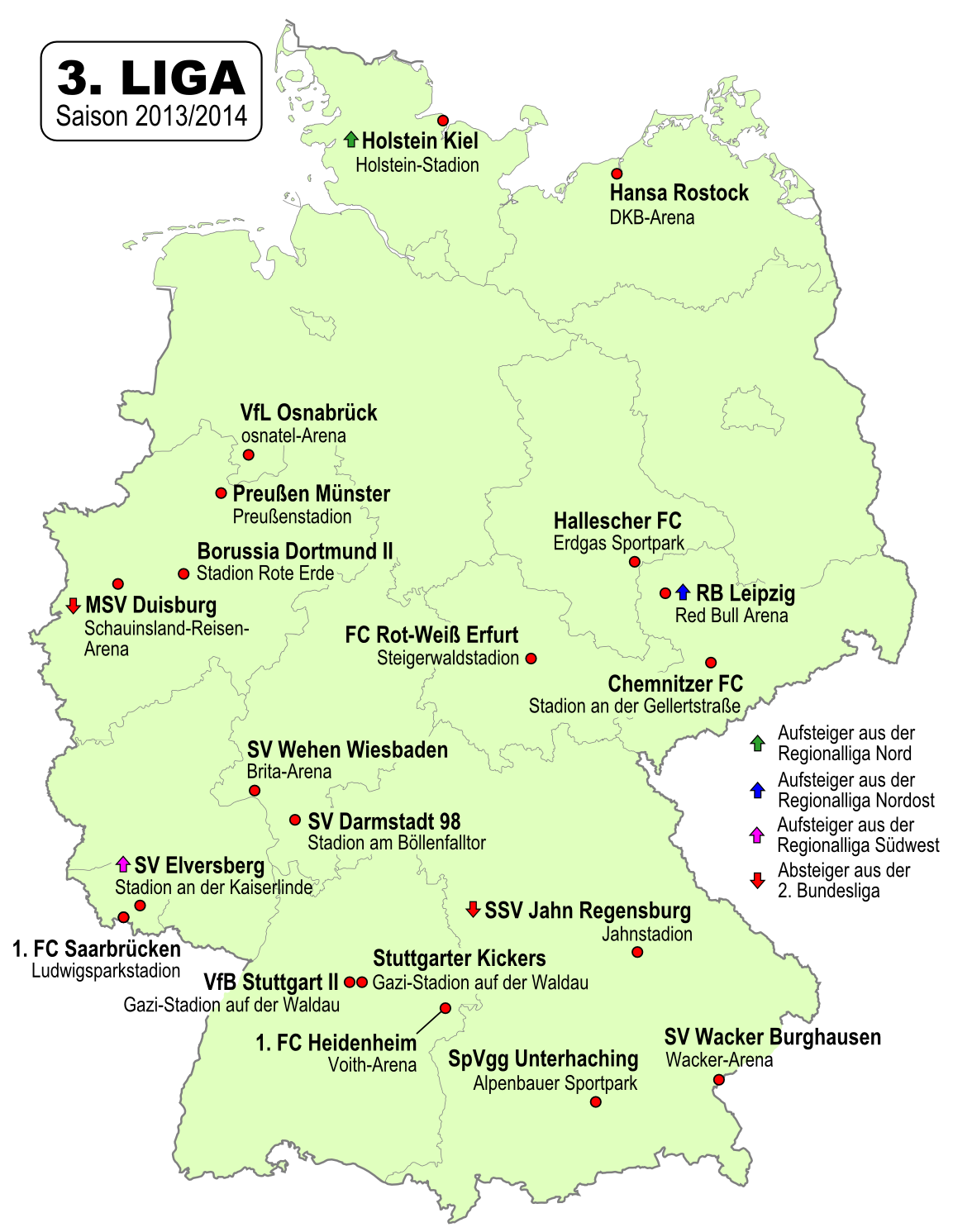
Alle clubs en waar ze vandaan komen.

- 1. FC Heidenheim
- 1. FC Saarbrücken
- Borussia Dortmund II
- Chemnitzer FC
- FC Rot-Weiß Erfurt
- Hallescher FC
- Hansa Rostock
- Holstein Kiel
- MSV Duisburg
- Preußen Münster
- RB Leipzig
- SpVgg Unterhaching
- SSV Jahn Regensburg
- Stuttgarter Kickers
- SV Darmstadt 98
- SV Elversberg
- SV Wehen Wiesbaden
- VfB Stuttgart II
- VfL Osnabrück
- Wacker Burghausen

## Stadions van de teams in de 3. Liga
| Club                 | Stadion                      | Capaciteit |
| -------------------- | ---------------------------- | ---------- |
| RB Leipzig           | Red Bull Arena               | 44.345     |
| 1. FC Saarbrücken    | Ludwigsparkstadion           | 35.303     |
| SV Elversberg        | Ludwigsparkstadion           | 35.303     |
| MSV Duisburg         | Schauinsland-Reisen-Arena    | 31.500     |
| Hansa Rostock        | DKB-Arena                    | 29.000     |
| Borussia Dortmund II | Stadion Rote Erde            | 25.000     |
| FC Rot-Weiß Erfurt   | Steigerwaldstadion           | 19.439     |
| SV Darmstadt 98      | Stadion am Böllenfalltor     | 19.000     |
| Chemnitzer FC        | Stadion an der Gellertstraße | 18.700     |
| VfL Osnabrück        | osnatel-Arena                | 16.667     |
| Hallescher FC        | Erdgas Sportpark             | 15.057     |
| SpVgg Unterhaching   | Alpenbauer Sportpark         | 15.053     |
| Preußen Münster      | Preußenstadion               | 15.050     |
| SV Wehen Wiesbaden   | Brita-Arena                  | 12.566     |
| SSV Jahn Regensburg  | Jahnstadion                  | 12.500     |
| VfB Stuttgart II     | GAZİ-Stadion auf der Waldau  | 11.544     |
| Stuttgarter Kickers  | GAZİ-Stadion auf der Waldau  | 11.544     |
| Holstein Kiel        | Holstein-Stadion             | 11.386     |
| Wacker Burghausen    | Wacker-Arena                 | 10.000     |
| 1. FC Heidenheim     | Voith-Arena                  | 10.000     |